# Oecomys
Oecomys är ett släkte av däggdjur. Oecomys ingår i familjen hamsterartade gnagare.

## Utseende
Dessa gnagare når en kroppslängd (huvud och bål) av 12 till 15 cm samt en svanslängd av 12 till 16 cm. Vikten varierar mellan 20 och 70 gram. Pälsen på ryggen har en brun, rödbrun eller svartaktig färg med glest fördelade svarta hår. Buken och extremiteternas insida är ljusbrun till vitaktig. Svansen är bra täckt med hår och hos vissa arten är den nästan yvig. Med sina breda fötterna har arterna bra förmåga att klättra.

## Utbredning och habitat
Oecomys förekommer i Sydamerika och i Centralamerika fram till Costa Rica. Några arter hittas på öar norr om fastlandet, till exempel Trinidad och Tobago. Habitatet varierar mellan skogar, savanner och andra gräsmarker.

## Ekologi
Levnadssättet är föga känt. Individerna klättrar i växtligheten eller vistas på marken. Enligt observationer från Venezuela kan honor para sig hela året. Per kull föds i genomsnitt 4,5 ungar. Ungarna blir cirka efter tre månader könsmogna.

## Taxonomi
Arter enligt Catalogue of Life:
- Oecomys bicolor
- Oecomys cleberi
- Oecomys concolor
- Oecomys flavicans
- Oecomys mamorae
- Oecomys paricola
- Oecomys phaeotis
- Oecomys rex
- Oecomys roberti
- Oecomys rutilus
- Oecomys speciosus
- Oecomys superans
- Oecomys trinitatis

Wilson & Reeder (2005) listar ytterligare två arter i släktet, Oecomys auyantepui och Oecomys catherinae.

## Status
IUCN följer taxonomin med 15 arter och listar två av de med kunskapsbrist (DD). Alla övriga klassificeras som livskraftiga (LC).